# Campeonato Paraense de Futebol de 1910
O Campeonato Paraense de Futebol de 1910 foi a 2.ª edição da principal divisão do futebol do Pará. Organizada pela Nacional Foot-Ball Association, a competição contou com a participação de cinco clubes, todos sediados na capital Belém. O União Sportiva sagrou-se campeão, conquistando seu segundo título consecutivo, enquanto o Guarany ficou com o vice-campeonato.
A União Sportiva tinha como formação básica: Elpídio; Alves e Corrêa; Zito, Lobato e Conceição; Geraldo, Antonico, Nahon e Guimarães.[carece de fontes?]

## Participantes
| Equipe         | Cidade | Títulos (mais recente) | Part. |
| -------------- | ------ | ---------------------- | ----- |
| Belém Clube    | Belém  | 0 (não possui)         | 1ª    |
| Guarany        | Belém  | 0 (não possui)         | 1ª    |
| Panther        | Belém  | 0 (não possui)         | 1ª    |
| Sport          | Belém  | 0 (não possui)         | 2     |
| União Sportiva | Belém  | 1 (1908)               | 2     |

## Premiação
| Campeonato Paraense de 1910          |
| Belém                                |
| ------------------------------------ |
| União Sportiva Bicampeão (2º título) |